# Roy Rubin
Roy Rubin (New York, 9 dicembre 1925 – Miami, 5 agosto 2013) è stato un cestista e allenatore di pallacanestro statunitense, attivo nella NCAA e nella NBA.